# 宋能爾
宋能爾（1932年9月4日—2004年2月2日），華人基督新教布道家，因创办“宋能尔国际教会”（后被命名为World Children's Fund（页面存档备份，存于），即现知名的世界儿童基金）而知名。英文名原作Neng Yee Sung，因嫁林姓香港美籍华人而又作林宋能尔，英文名：Nora Lam。

## 生平
1932年9月4日生于民国北平，籍贯浙江余姚县人。出生时是孤儿，因而亲生父母不得而知，被江浙财团巨头宋汉章之子法国里昂大学医学博士宋杏邨（又作宋杏村，英文名：Dr H.T. Sung）领养，养母叶德彬（宋杏邨之妻）是民国福建商帮领袖叶鸿英之女。
1939年7岁时，因上海陷落，以宋杏邨的法国背景得以移居上海法租界。1941年，入读上海著名的上流社会学校“中西女塾”（即McTyeire School for Girls），并皈依基督新教。1942年随家移居重庆。1945年二战后宋家重归上海，宋得以入学上海顶级女中住宿学校“玛莉女中”（即Mary Farnham School）。1949年，考入东吴大学法学院；同年因国共内战，转道香港，后又移居台湾。1953年，宋自东吴大学以优异成绩毕业。1955年，与林氏结婚，1956年得子。1957年，随夫造访香港，此后居香港多年。
1965年，移居美国。1966年，归化入美国籍。1974年，在美国加利福尼亚州聖荷西创办“宋能尔国际教会”（英文：Nora Lam Ministries International，英文缩写：NLMI）并专职布道，成为美国著名女传教士。其布道生涯集中于台湾、美国，在台灣主持中國電視公司宗教節目《今日神能》是当年台湾最受欢迎晚间节目之一。
2004年2月2日，逝世于美国加州。

## 荣誉
宋生前多次获得韩国、台湾、美国政要接见并获得多种奖项，
- 美国美韩协会社会服务奖
- 美国太平洋协会奖章
- 中華民國僑務委員會奖章
- 韩国宋荣元儿童协会特殊贡献奖

## 著作
- 1990年：China Cry: The True Story of Nora Lam（英语：China Cry），《中国的哭泣》，是宋自传，美国畅销书，并于1991年拍成电影获得多项奖项[1]。
- 1972年：For Those Tears，《为了那些眼泪》

## 外部资料
- 宋能儿在互联网电影数据库（IMDb）中的主页：Nora Lam (1932–2004)（页面存档备份，存于）